# Гусман, Виктор Ибраин
Ви́ктор Ибраи́н Гусма́н Мендо́са (исп. Víctor Ibrahin Guzmán Mendoza; род. 25 марта 2006, Лима) — перуанский футболист, нападающий клуба «Альянса Лима».

## Клубная карьера
Гусман — воспитанник клуба «Альянса Лима». 25 февраля 2024 года в матче против «Комерсиантес Унидос» он дебютировал в перуанской Премьере. 

## Международная карьера
В 2023 году в составе юношеской сборной Перу Гусман принял участие в юношеском чемпионате Южной Америки в Эквадоре. На турнире он сыграл в матчах против сборных Боливии, Парагвая, Аргентины и Венесуэлы. 
В 2025 году в составе молодёжной сборной Перу Гусман принял участие в молодёжном чемпионате Южной Америки в Венесуэле. На турнире он сыграл в матчах против сборных Парагвая, Венесуэлы, Чили и Уругвая. 